# Sarah Hanffou
Sarah Mathilde Gabrielle Hanffou Nana (Roubaix, Frankrijk, 8 oktober 1986) is een Kameroens tafeltennisspeelster.
Zij nam namens haar land deel aan de Olympische Zomerspelen 2012 en 2020 maar won geen medailles.